# Almaraz
Bản mẫu:Spanish City
Almaraz là một đô thị ở tỉnh Cáceres, Extremadura, Tây Ban Nha. Năm 2005, đô thị này có dân số là 1.295 người.

## Biến động dân số
| 1.439 | 1.433 | 1.447 | 1.557 | 1.478 | 1.425 | 1.411 | 1.354 | 1.295 | 1.229 |